# Falcons
Falcons (afr. Valke, do 1998 jako Eastern Transvaal lub Oostelike Transvaal) – południowoafrykański regionalny związek i drużyna rugby union reprezentująca region East Rand, południowo-wschodnią część prowincji Gauteng.
Prowincjonalny związek rugby znany wówczas jako Eastern Transvaal Rugby Football Union założono w roku 1947. Po profesjonalizacji dyscypliny w 1995 roku doszło do reorganizacji lokalnych struktur, w wyniku której region Eastern Transvaal połączono z Vaal Triangle Rugby Union. W 1998 roku związek przyjął nazwę Falcons Rugby Union (afr. Valke Rugbyunie). Przydomek „Falcons” (Sokoły) wybrano z uwagi na ptaki dziko występujące w okolicy Heidelbergu.
Zespół występuje w Currie Cup oraz Rugby Challenge (wcześniej w rozgrywkach Vodacom Cup). Największym sukcesem pozostaje zwycięstwo w rozgrywkach Vodacom Cup 2006, kiedy w finale Falcons pokonali Natal Wildebeest. Ponadto w 1949 drużyna pokonała 6:5 wizytującą Południową Afrykę reprezentację Nowej Zelandii a w 1962 19:16 British Lions. W roku 1972 ekipa Eastern Transvaal dotarła do finału Currie Cup, w którym jednak przegrała z Transwalem. W 2019 roku Falcons we współpracy z malezyjską federacją powołali do życia zespół Malaysia Valke występujący w rozgrywkach Global Rapid Rugby.
W swojej historii drużyna Wschodniego Transwalu (a następnie Falcons) wielokrotnie przenosiła się pomiędzy obiektami Bosman Stadium w Brakpan, Barnard Stadium w Kempton Park i PAM Brink Stadium w Springs. W 2001 roku doszło do zmiany, z Brakpan na Springs, a później na Kempton Park. W kolejnym roku drużyna powróciła na obiekt w Springs, pozostawiając niemniej związkową administrację w Brakpan. W 2009 roku nastąpiła kolejna przeprowadzka, z Brakpan do Kempton Park.
Falcons są jednym z mniejszych związków w kraju i zazwyczaj pełnią rolę drużyny satelickiej dla większych i bogatszych ośrodków. W swojej historii doczekali się pięciu zawodników, którzy grając w zespole Falcons (Eastern Transvaal) jednocześnie reprezentowali Południową Afrykę. Według stanu na 2020 rok byli to: Norman Riley, James Dalton, Thinus Delport, Deon de Kock i Adrian Jacobs, przy czym Dalton i Delport debiutowali jako zawodnicy innych drużyn.